# Hoolock leuconedys
Hoolock leuconedys är en primat i familjen gibboner som förekommer i Sydostasien. Populationen listades fram till början av 2000-talet som underart till Hoolock hoolock.

## Utseende
Arten når en kroppslängd av 60 till 90 cm, saknar svans och väger 6 till 8,5 kg. På hannarnas könsorgan förekommer längre bruna hårtofsar som kan misstolkas som en svans. Allmänt har hannar en svartbrun pälsfärg med vita ögonbryn och ett brunt skägg under hakan. Honornas päls är däremot ljus gråbrun till beige. Deras kinder och undersida är täckta av mörkare brun päls. Även honor har vita ögonbryn och hos båda kön är det svarta ansiktet glest täckt med hår. Ungar föds med vit päls. Efter först pälsbytet liknar de vuxna hannar och senare får honor sin typiska päls.

## Utbredning och habitat
Denna gibbon förekommer i norra och östra Myanmar samt i angränsande regioner av den kinesiska provinsen Yunnan. Som gräns mellan de båda arterna i släktet Hoolock anges vanligen floden Chindwin. Vid flodens norra källfloder finns troligen en region där båda arter förekommer tillsammans och där även hybrider uppstår. Enligt en studie från 2006 lever en population av Hoolock leuconedys i östra delen av den indiska delstaten Arunachal Pradesh. Denna uppgift behöver bekräftelse från andra zoologer.
Arten lever i låglandet och i bergstrakter upp till 2700 meter över havet. Habitatet utgörs av olika slags skogar som ursprungliga städsegröna skogar, delvis lövfällande skogar med buskar som undervegetation eller blandskogar i bergstrakter.

## Ekologi
Hoolock leuconedys äter huvudsakligen mogna frukter samt några omogna frukter, blad, knopp och unga växtskott. Individerna bildar familjegrupper som försvarar ett revir som oftast är 14 till 55 hektar stort. De klättrar nästan hela tiden i växtligheten och visar sitt anspråk på territoriet genom sjungande. En sång varar vanligen 15 minuter. Flockens medlemmar sover tät intill varandra på en gren i trädet. Allmänt föds en unge per kull vart tredje år.